# Shaun Derry
Shaun Derry, né le 6 décembre 1977 à Nottingham, est un footballeur anglais qui évolue au poste de milieu de terrain. En 2013, il devient entraîneur après avoir mis un terme à sa carrière sportive.

## Palmarès
- Queens Park Rangers
  - Champion d'Angleterre de D2 en 2011.